# Linus Lindman
Fredrik Linus Lindman, född den 20 november 1971, är en svensk skådespelare och röstskådespelare.

## Biografi
Lindman är utbildad vid Teaterhögskolan i Malmö varifrån han examinerades 1995. Han tillhör den fasta ensemblen vid Örebro Teater, men har även framträtt vid Malmö Stadsteater.

## Teater

### Roller
| År   | Roll            | Produktion | Regi                               | Teater            |
| ---- | --------------- | --- | ---------------------------------- | ----------------- |
| 2008 |                 | Arns Cecilia Jan Guillou                                                                                           | Fredrik Hiller                     | Örebro länsteater |
| 2009 |                 | Cyrano de Bergerac Edmond Rostand                                                                                  | Per-Johan Persson och David Carmel | Örebro länsteater |
| 2010 |                 | Enron Lucy Prebble                                                                                                 | Dritëro Kasapi                     | Örebro länsteater |
| 2011 | Ingvar Kamprad  | Ingvar! – en musikalisk möbelsaga Erik Gedeon och Klas Abrahamsson                                                 | Sara Giese                         | Örebro länsteater |
| 2011 | Antonio Salieri | Amadeus Peter Schaffer                                                                                             | Alexander Öberg                    | Örebro länsteater |
| 2012 | John            | Syrror Camilla Blomqvist                                                                                           | Tereza Andersson                   | Örebro länsteater |
| 2013 |                 | Vredens druvor (Grapes of Wrath) John Steinbeck                                                                    | Alexander Öberg                    | Örebro länsteater |
| 2013 |                 | Flyktbilen Anders Duus                                                                                             | Isabelle Moreau                    | Örebro länsteater |
| 2014 |                 | Hamlet William Shakespeare                                                                                         | Dritëro Kasapi                     | Örebro länsteater |
| 2014 | Axel von Fersen | Lasse-Maja Erik Norberg                                                                                            | Alexander Öberg                    | Örebro länsteater |
| 2014 | Ed              | Den besynnerliga händelsen med hunden om natten (The Curious Incident of the Dog in the Night-time) Simon Stephens | Sara Giese                         | Örebro länsteater |
| 2014 |                 | En förlorad generation – röster från den nya arbetslösheten Marcus Lindeen                                         | Marcus Lindeen                     | Örebro länsteater |
| 2014 | Don José        | Carmen Prosper Mérimée                                                                                             | Alexander Öberg                    | Örebro länsteater |
| 2015 |                 | Drottningens juvelsmycke Carl Jonas Love Almqvist                                                                  | Sally Palmquist Procopé            | Örebro länsteater |
| 2016 |                 | Befrielsefronten Maria Sveland                                                                                     | Sara Giese                         | Örebro länsteater |
| 2022 | Sydney Bruhl    | Dödsfällan (Death Trap) Ira Levin                                                                                  | Rikard Lekander                    | Örebro länsteater |
| 2024 | Göran Ek        | Återkomsten | Johan Bark                         | Örebro länsteater |